# Cemil Can Ali Marandi
Cemil Can Ali Marandi (17 gennaio 1998) è uno scacchista turco.
Ha ottenuto il titolo di Maestro Internazionale nel 2013 e di Grande Maestro in ottobre 2017.

## Principali risultati
Ha vinto cinque volte il Campionato europeo giovanile in varie fasce d'età:
- nel 2008 negli U10;
- nel 2010 negli U12;
- nel 2011 negli U14;
- nel 2014 negli U16;
- nel 2015 negli U18.

Nei campionati europei giovanili a squadre ha ottenuto l'argento di squadra nel 2011 e l'oro individuale e di squadra nel 2014. Nel 2012 ha vinto a Iași in Romania l'8º Campionato del mondo scolastico U15 .
Ha partecipato con la squadra Turchia-2 alle Olimpiadi di Istanbul 2012, realizzando 4,5 /9 in seconda scacchiera.
Nel 2017 ha vinto l'open di Paraćin in Serbia con 7 /9.
In gennaio 2020 ha ottenuto il 2º posto con 6,5 /9, dietro a Brandon Jacobson, nell'open di Charlotte.